# Tante Fine
Le Tante Fine, diminutif de Tante Joséphine  est un ancien dundee langoustier de Plouhinec. 
C'est un des derniers dundee à avoir été fabriqué de façon traditionnelle avec une coque en chêne. Il appartient à l'association fécampoise, l'association Fécamp Vieux Gréements-AFDAM qui en a assuré la restauration.

## Historique

### Navire de pêche (1961-1986)
Le langoustier Tante Fine a été construit en 1960 et lancé en juillet 1961 à Plouhinec, en face d'Audierne, en partie financé par la tante Joséphine de trois marins pêcheurs, d'où son nom de baptême. Il a fait ses campagnes de pêche à la langouste le long des côtes de Mauritanie et au thon à la ligne dans le golfe de Gascogne. Ces techniques de pêche révolues, il pêche aux casiers en Bretagne Nord et jusqu'en Mer d'Irlande jusqu'en 1986.

### Abandon et restauration
Jugé trop vieux, il est resté à l'abandon à quai de Perros-Guirec. Il était à l'état d'épave quand l'association Fécamp Vieux Gréements - AFDAM le découvre et en fait l'acquisition en 1991. Il a été restauré au chantier naval de Fécamp à partir de plans de vieux gréements locaux. Plus de 10 000 heures de travail ont été nécessaires pour sa remise en état dans le cadre de chantiers de jeunes et de réinsertion.

### Revalorisation du vieux gréement
Il est le navire amiral de l'association Fécamp Vieux Gréements-AFDAM. Il offre journées découvertes et croisières au service des enfants, des jeunes et des adultes dans le cadre pédagogique de la voile traditionnelle. Il participe aux diverses manifestations maritimes régionales comme les Tall Ships' Races, avec une victoire en 2002. Il est présent à l'Armada de Rouen 2023.

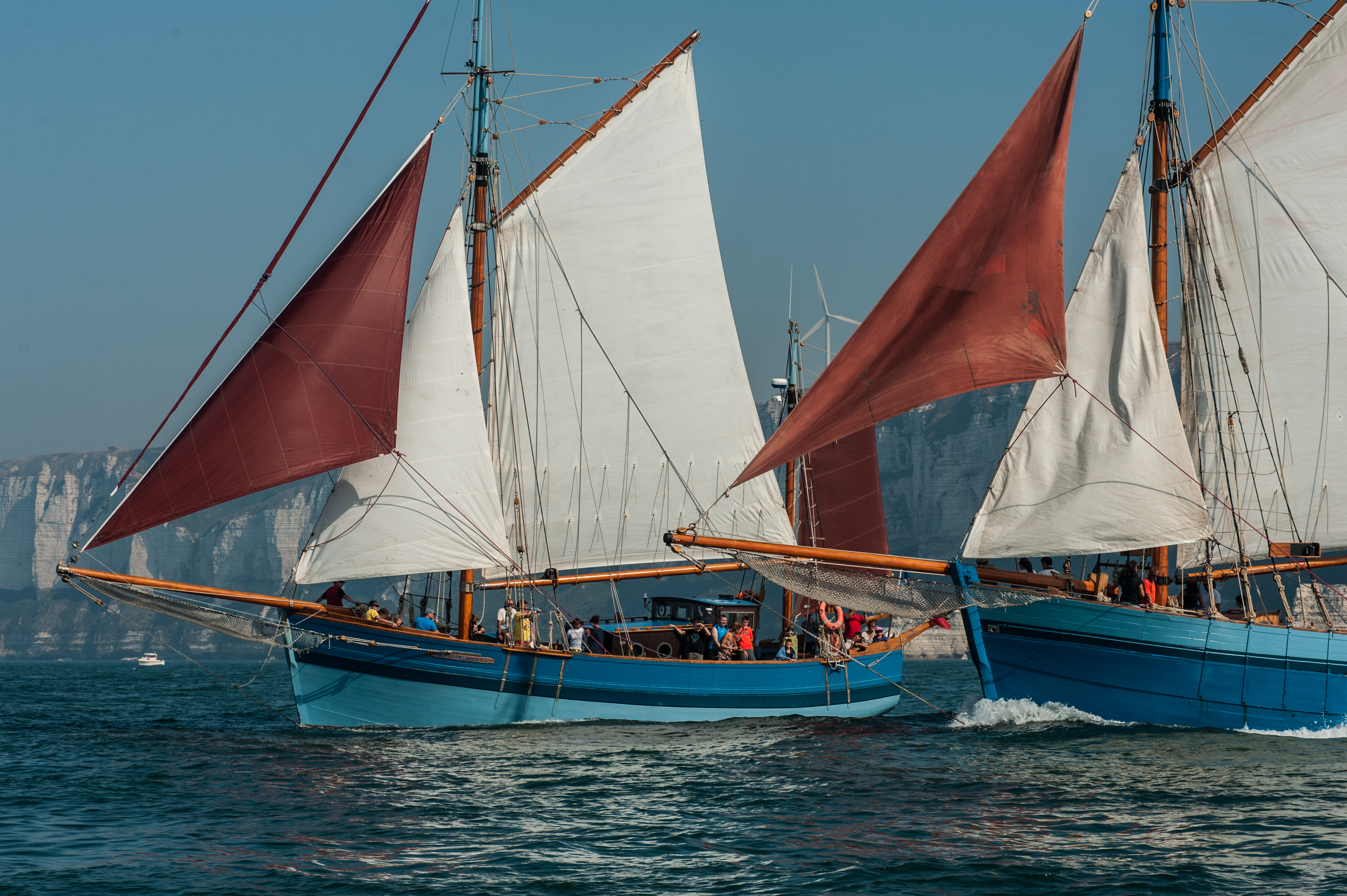
Le Tante Fine et le Milpat sous voiles sur la côte de Fécamp.